# Ludvika
Ludvika − miasto w Szwecji nad jeziorem Väsman. Siedziba władz administracyjnych gminy Ludvika w regionie Dalarna. Około 14 018 mieszkańców. 
Największy pracodawca ABB 2400 zatrudnionych (2005r)
W mieście rozwinął się przemysł elektrotechniczny.

## Przypisy

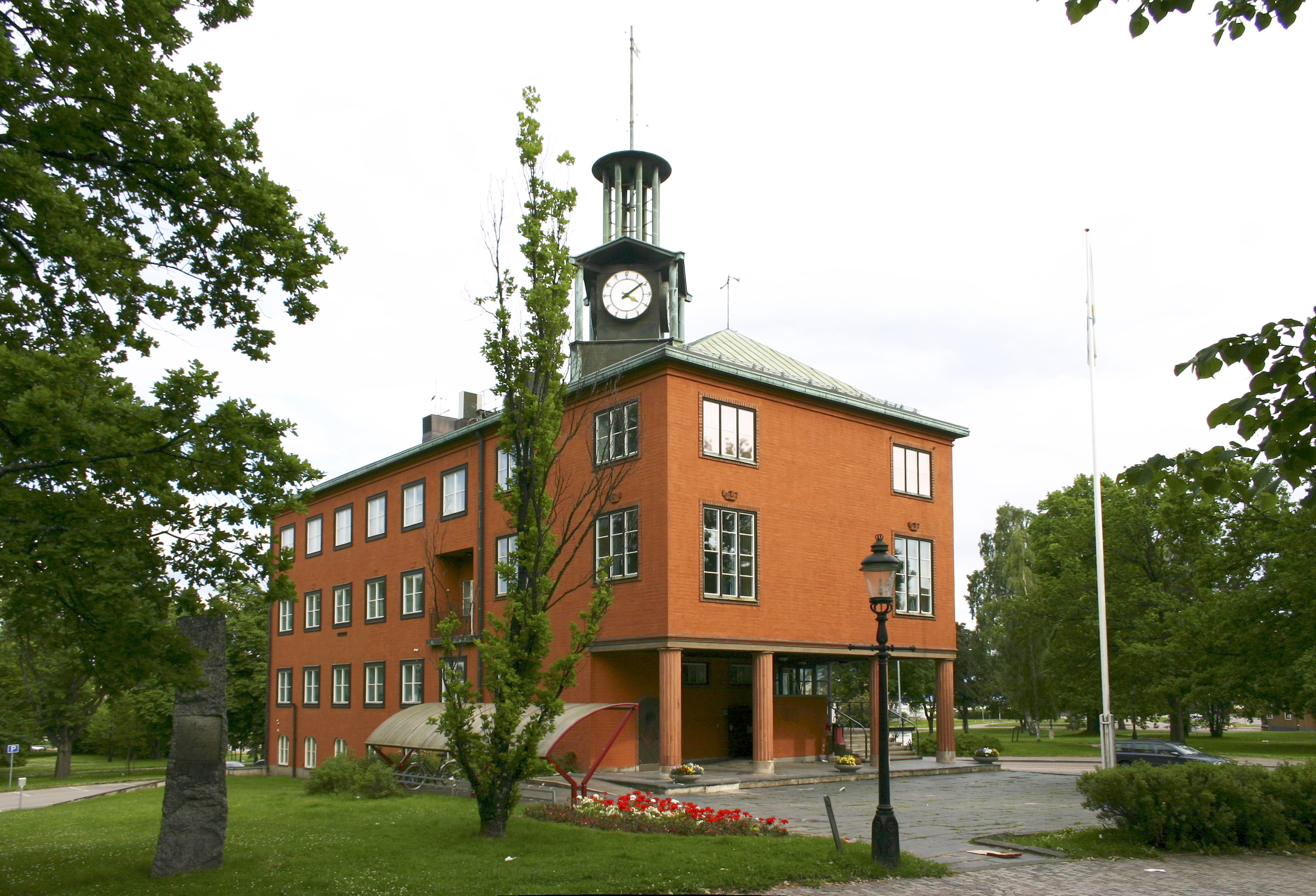
Ludvika, ratusz